# Guapé
Guapé est une municipalité brésilienne de l'État du Minas Gerais et la microrégion de Varginha.